# 外山正一
外山正一（假名：とやま まさかず，1848年10月23日（嘉永元年9月27日）－ 1900年3月8日（明治33年））号中山（丶山（ちゅざん），是明治时期的日本社会学家、教育家。外山正一是美国密歇根大学文学博士，历任东京帝国大学（现东京大学）文学部部长、院长、日本贵族院议员、文部大臣。

## 生平
外山正一的父亲名叫外山忠兵卫正吉的旗本，在幕府讲武所担任职位，拥有220石的俸禄。1848年，外山正一出生于江户小石川。外山正一的童年名字叫做“捨八”。由于出生于武士家庭，他的家人本想培养他在武术上扬名立万，而正一却在学术上逐渐崭露头角。 13岁时，正一开始在江户幕府的洋学堂开成所学习英语。1864年，16岁的正一已经基本完成了英语培训。

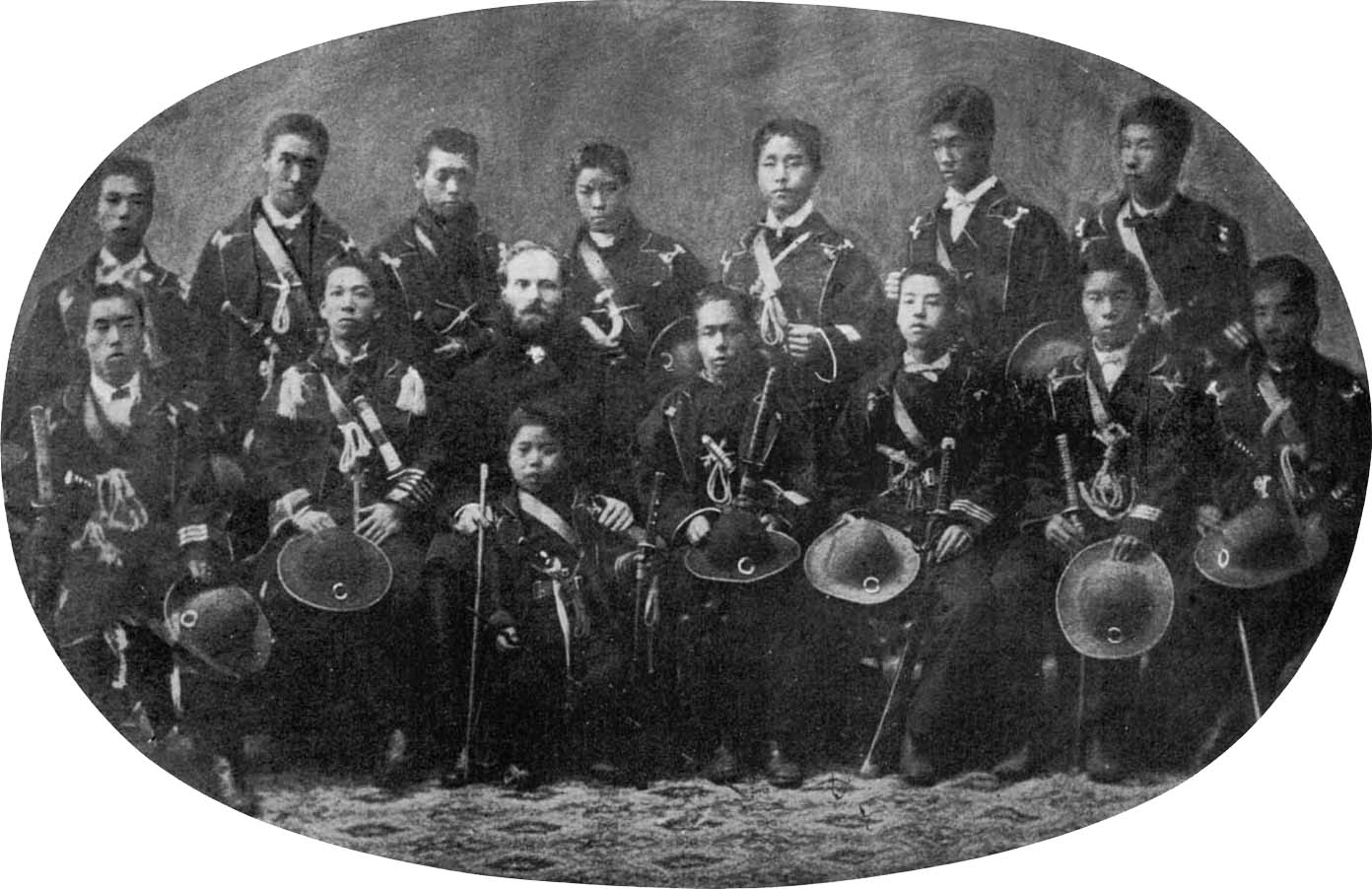
慶応2年11月1日，外山正一赴英留学途中中转上海时拍摄的照片。后排右起第一为即是时年19岁的外山正一、在他左边分别是林桃三郎、福泽英之助、杉德三郎、億川一郎、安井真八郎、岩佐源二。前排从右往左分别是：市川盛三郎、箕作奎吾、成濑腚五郎、中村正直、带队的外教Leverend William Lloyd、川路太郎、伊東昌之助。最前排的是菊池大麓。

1866年，在胜海舟的推荐下，外山正一作为幕府派遣的留学生，与中村正直等人一起前往英国学习英国的先进文化制度。 1868年（明治元年）由于幕府垮台，这批失去了经济支持的留学生们被迫返回日本 。回国后的外山选择离开东京，前往静冈县的学术机构静冈学问所工作。由于他出色的语言能力得到了新政府的认可，外山于1870年被外务省大臣任命为“日本现代教育之父”森有礼的秘书，随其一同赴美。1871年（明治4年），外山正一被提拔为外交官。然而，外山于1872年选择辞职，并在1873年考得奖学金进入密歇根大学读书。以留学生身份就读于美国的外山在密歇根大学主修了哲学和科学，在取得学位后，于1876年（明治9年）回到日本。
学成归国后，外山一开始在官办的东京开成学校（日语：官立東京開成学校）教授社会学。1877年，开成学校并入东京大学（即后来的东京帝国大学）他也成为该校的第一位教授之一。由于在密歇根大学读书时在听爱德华·莫尔斯的进化论讲座时大受震撼，成为了东京大学教授的外山正一在1877年邀请莫尔斯赴日到东京大学担任教授。由于当时的留学生尚属稀缺人才，从江户末期到明治初期留学生从欧美学习到的新知识对当时的政府很重要。然而，外山正一的课堂和讲座基本上完全致力于阅读哲学家斯宾塞的作品，此类纯学术的内容和当时世人所追求的经世致用之学差距奇大。因此，外山的学生们都嘲笑他是“斯宾塞的守护者” 。
1882年（明治15年），外山正一与同僚矢田部良吉、井上哲次郎共同出版了《新体诗钞》。虽然这本新书只是一部带有浓厚学术气息的习作，但由于探索出了一种有别于传统的和歌或者俳句的新诗体，这部诗抄因此对现代文学产生了很大的影响。 1887年（明治20年），任东京学士会院委员。
1889年（明治22年），外山正一与原东京大学教授元良勇次郎和原东京商科高等学校教授神田乃武在芝市一同创办正则预备学校。这座高中后来改名为正則高等学校，并一直办学至今。
为推动日语罗马化，外山正一还是“罗马字会”的创办者之一。外山正一主张废除日语里的汉字和假名，改用罗马字，以在教育上与西方列强接轨。除此之外，他在明治时期积极参与广泛的教育和文化活动，呼吁加强女子教育以及倡导建立更多的公共图书馆。仕途上，外山正一出任了东京帝国大学文学部（现东京大学文学部）的部长、并被赦选为贵族院议员、出任了第三届伊藤博文内阁的文部大臣等职。 1899年，读卖新闻举办东洋历史绘画大赛，外山正一以“须佐之男命”创作的一幅作品荣获一等奖。 
1900年3月8日（明治33年），外山正一因中耳炎引发的脑病逝世，享年51岁。

## 轶事

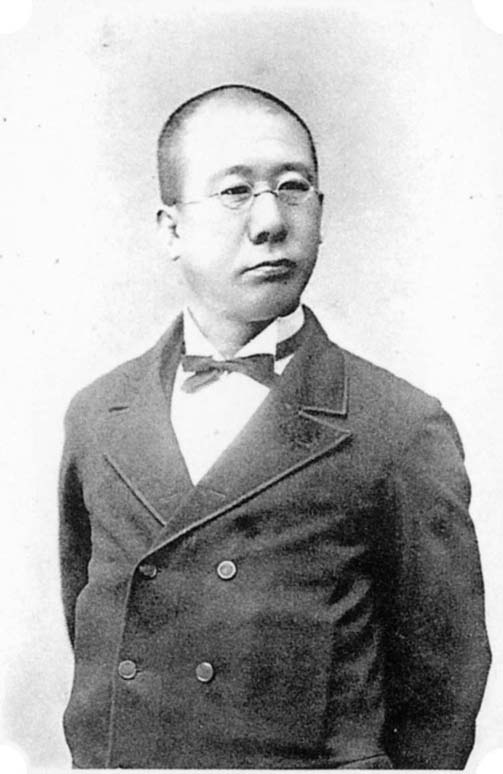
51岁的外山正一，拍摄于1898年

- 外山正一出生于精英阶层，在大学和政府中也担任重要职位，但他的生活却很简单。外山正一推崇胜海舟著作《冰川清话》的一句“身处再高位的人，有一个丫鬟和一个老仆人打理就够了”[註 1]。外山正一身后在谷中陵园坟墓也很小。

- 外山喜好穿着打扮。他常常穿着当时最流行的时装，头戴礼帽，披着色彩鲜艳的斗篷。因此被有人称为“赤门天狗”。外山认为发型会影响大脑的发育，所以不断地更换理发店，以谋求心目中最好的发型。

- 据说外山正一是第一个在纪念日本帝国宪法颁布仪式上向明治天皇说“万岁”的人。 [7]

- 1882年，外山正一在《新体诗书》上发表了自己的诗作《拔刀隊》。这是一首描写西南战争中政府军的兵团英勇作战的诗。后来，这首歌由陆军军乐队的法国教官查尔斯·勒胡谱曲，一炮走红。

- 1883年，任东京大学教授的外山正一他面试了一名新生。外山问道：“你读书的目的是什么？”[註 2]，这个新生回答“为了架起一座沟通太平洋两端的桥梁”[註 3]。这个新生就是新渡户稻造。

- 出于提高英语和英国文学教育团队水平的考量，外山正一大力招揽希腊裔爱尔兰人拉夫卡迪奥·赫恩他到东京帝国大学担任英国文学讲师。哈恩即是后来的小泉八云。

## 荣誉
位阶
- 1881年（明治14年）9月24日——正六位[8]
- 1882年（明治15年）7月20日—— 从五位[9]
- 1890年（明治23年）12月8日——从四位[10]
- 1896年（明治29年）1月17日——正四位[11]
- 1898年（明治31年）5月30日——正三位[12]
- 1900年（明治33年）3月7日——从二位[13]

勋章等
- 1892年（明治25年）6月29日——勋四等瑞宝章[14]
- 1896年（明治29年）6月30日——勋三等瑞宝章[15]
- 1900年（明治33年）3月7日——勋二等瑞宝章[13]

## 作品
著作
- 《丶山存稿》丸善 （页面存档备份，存于）， 1909 年 3 月第 1 部分和第 2 部分
  - 《丶山手稿》湘南堂书店，1983 年 12 月第 1 部分和第 2 部分

翻译作品
- 《学校管理法》原著为约瑟夫·兰登，丸善书社，1885 年 9 月第一部巻

汇编作品
- 文部所会话读本（The Monbusho conversational readers）（文部省正规英文读本）。文部省编辑局，1889年11月。
  - 由大村喜吉等人编辑，1980年4月 - 抄録